# والتر مولر
والتر مولر (بالإنجليزية: Walter Andreas Müller)‏ (و. 1945 – م) هو ممثل، ومقدم برامج إذاعية، من سويسرا، ولد في زيورخ.

## وصلات خارجية
- والتر مولر على موقع IMDb (الإنجليزية)
- والتر مولر على موقع ميوزك برينز (الإنجليزية)
- والتر مولر على موقع ديسكوغز (الإنجليزية)
- والتر مولر على موقع قاعدة بيانات الفيلم (الإنجليزية)
- والتر مولر على موقع كينوبويسك (الروسية)